# José Manuel Gutiérrez
José Manuel Gutiérrez Revuelta (Santander, provincia de Cantabria, 4 de mayo de 1988) es un ciclista español que milita en las filas del equipo BAI-Sicasal-Petro de Luanda.
Ha destacado en el campo amateur con una victoria de etapa en la Vuelta a Zamora, el segundo puesto en la general de la Vuelta a La Coruña o con la obtención del tercer puesto en el Memorial Valenciaga.

## Palmarés
- Todavía no ha conseguido ninguna victoria como profesional.

## Equipos
- Tusnad (06.2014-12.2014)
- Kuwait Project (2015)[2]
- Kuwait-Cartucho.es[3][4] (2017)
- Massi-Kuwait Team[5] (2018)
- Kiwi Atlántico[6] (2019-2021)
  - Guerciotti-Kiwi Atlántico (2019)
  - Gios Kiwi Atlántico (2020-2021)
- Team Novák (2022)[7]
- BAI-Sicasal-Petro de Luanda (2023)